# 黄花油点草
黄花油点草（学名：[Tricyrtis maculata] 错误：{{Lang}}：文本有斜体标记（帮助））是百合科油点草属的植物。分布于不丹、印度、尼泊尔以及中国大陆的甘肃、河北、贵州、湖北、云南、湖南、四川、河南、陕西等地，生长于海拔280米至2,300米的地区，一般生长在山坡林下和路旁，目前尚未由人工引种栽培。
其种加词“maculata”意为“有斑点的”。

## 异名
- Tricyrtis bakeri Koidz.
- Tricyrtis pilosa Wall.